# Paranoá Esporte Clube
O Paranoá Esporte Clube, mais conhecido como Paranoá e cujo acrônimo é PEC, é um clube de futebol brasileiro, sediado em Paranoá, no Distrito Federal. Foi fundado em 30 de abril de 2000 com o nome de Colorado Esporte Clube Paranoá. Em 2002, o time se profissionalizou, vivendo a melhor fase da sua curta história em 2004, quando conquistou o Campeonato Brasiliense da segunda divisão e, também, a Taça Brasília, esta, num jogo eletrizante contra o Ceilândia.

## História

### Colorado do Paranoá
O clube foi fundado em 2000 sob o nome de Colorado. o time foi campeão candango amador, em 2002, ainda com o nome de Colorado/Paranoá. Após essa conquista, o time se profissionalizou, e mudou de nome para o atual nome, Paranoá Esporte Clube

### Paranoá
O clube se profissionalizou em 2002, adotando o nome de Paranoá. Teve um grande momento em 2004, quando conquistou o Campeonato Brasiliense da segunda divisão em 2004, participando pela primeira vez do Campeonato Brasiliense da Primeira Divisão. 
Em 2016 sob nova gestão o clube em parceria com a Faculdade UPIS, foi vice campeão da Segunda Divisão,  e disputou a 1ª divisão profissional do DF em 2017, se mantendo na elite do futebol de Brasília. Também em 2016 o clube foi campeão brasilense de juniores, disputando a Copa São Paulo de Futebol Júnior de 2017.
O time teve uma troca de escudo em 2021.

## Estádio
Diferentemente da maioria das equipes do Distrito Federal, que jogam em estádios emprestados, a Cobra Sucuri, como o time é conhecido, sempre mandou os jogos oficiais em seu próprio estádio (Estádio JK), um pequeno caldeirão de onde se tem uma bela vista do lago que deu nome ao Paranoá.

## Títulos

### Profissional
| DISTRITAIS                | DISTRITAIS                               | DISTRITAIS | DISTRITAIS        |
|                           | Competição                               | Títulos    | Temporadas        |
| ------------------------- | ---------------------------------------- | ---------- | ----------------- |
| Distrito Federal (Brasil) | Campeonato Brasiliense - Segunda Divisão | 3          | 2004, 2019 e 2021 |
| Distrito Federal (Brasil) | Taça Brasília                            | 1          | 2004              |

### Categorias de base
| DISTRITAIS                | DISTRITAIS                         | DISTRITAIS | DISTRITAIS |
|                           | Competição                         | Títulos    | Temporadas |
| ------------------------- | ---------------------------------- | ---------- | ---------- |
| Distrito Federal (Brasil) | Campeonato Brasiliense de Juniores | 1          | 2016       |

### Amador
| AMADOR                    | AMADOR                     | AMADOR  | AMADOR     |
|                           | Competição                 | Títulos | Temporadas |
| ------------------------- | -------------------------- | ------- | ---------- |
| Distrito Federal (Brasil) | Campeonato Candango Amador | 1       | 2002       |